# Лосиноострівська (станція)
Лосиноо́стрівська (рос. Лосиноостровская) — вузлова залізнична станція Ярославського напрямку Московської залізниці у Москві. Входить до Московсько-Курського центру організації роботи залізничних станцій ДЦС-1 Московської дирекції управління рухом. Одна з чотирьох найбільших сортувальних станцій Москви. За обсягом роботи є позакласною.
Відкрита в 1902 році. Назва станції походить від національного парку «Лосиний острів».
На станції розташовується локомотивне депо Лосиноострівське ТЧ-11. На початок ХХІ сторіччя — філія депо Орєхово-Зуєво.

## Пасажирський рух
Пасажирський сегмент складається з однієї берегової і двох острівних платформ (всього 4). Платформи сполучені пішохідними мостами. Одна з платформ використовується, в основному, для швидкісних електропотягів «Супутник», що курсують за маршрутами Москва — Митищі, Москва — Болшево і Москва — Пушкіно. Також на неї прибувають електропотяги, що проходять дільницю від Москви до Митищ без зупинок, зупиняючись лише на Лосиноострівській.
У середній частині над усіма платформами встановлені напівпрозорі навіси. На платформах є турнікети для проходу пасажирів (обладнана турнікетами кожна платформа окремо, але, незважаючи на це, можливий вільний перехід по пішохідному мосту у південній частині станції).
Також у межах станції частково знаходиться платформа Северянин (тільки по III колії).
Виходи на Анадирський проїзд і Хібінський проїзд і вулиці Руднєвої і Комінтерну.

## Сортувальна робота
Станція Лосиноострівська має статус позакласної сортувальної (поряд з розташованими в межах Москви станціями Бекасово-Сорт., Любліно-Сорт., Перово). Тут є 8 парків, які поділяються на:
- Парки прийому-відправлення поїздів (№ 1, 2, 6);
- Парк відправлення (№ 4);
- Сортувальний парк (№ 7);
- Парки відстою (№ 3, 5, 10).

Спеціалізація приймально-відправного парку № 1 така: на 2, 3, 4 і 5 колії приймають потяги, головним чином, зі станцій Ярославського напрямку, таких, як: Зелений Бор, Софріно, Щелково, Підлипки, Митищі, Александров, Ярославль, а також Великого кільця МЗ, наприклад, Орєхово-Зуєво. А 6 і 7 колії призначені для відправлення готових складів збірних і вивізних поїздів, що переставляють кутом з сортувального парку № 7 на вищезазначені напрямки, за умови, що довжина поїзда не перевищує 45 умовних вагонів. Склади з більшою довжиною переставляються в парк відправлення № 4.
Спеціалізація приймально-відправного парку № 6 наступна: Колія 1 є ходовою, по ньому протягують склади з 1 парку, які прибули до розформування і згодом насувають на гірку одним або двома маневровими тепловозами (залежить від ваги поїзда — > 3500 т). Решта колій № 2, 3, 4, 5, 6 і 7 призначені для прийому-відправки поїзда. Прибувають в парк № 6 потяги з  Малого кільця МЗ, станцій Ховрино, Бескудніково, Кусково, Любліно, Перово. При нестачі вільних колій в 6 парку готові склади перетягують в 4 парк і по витяжці і 2 колії парку 10 відправляють поїзд на кільце.
У парку відправлення № 4 ходовою є 1 колія, по ньому проганяють електровози, протягують склади кутом в 1 парк, оскільки 1 і 7 парки розташовані паралельно. 2, 3, 4 і 5 колії призначені для відправлення поїздів на північні призначення. На 6/4 виконуються вантажно-розвантажувальні роботи поштово-багажних вантажів, супроводжуваних провідниками, і тарно-штучних вантажів.
Розташування парків комбіноване і зроблено таким чином. 6, 7 і 4 розташовуються послідовно, 1, 7 і 10 паралельно, 6, 5 і 3 паралельно.
З сортувальних пристроїв на станції присутній гірка середньої потужності, яка має 2 колії насування і 2 колії розпуску, при цьому паралельне розформування неможливо внаслідок того, що перша гальмівна позиція з двох обладнана одним малим горковим сповільнювачем. Друга гальмівна позиція представлена вже трьома сповільнювачами — по одному на кожен пучок сортувального парку № 7. Далі швидкість руху відчепів контролюється регулювальниками за допомогою гальмових башмаків, які завчасно підходять за вказівкою ДСПГ на колію, куди будуть подаватися відчепи. ДСПГ дає вказівки регулювальникам по гучномовному зв'язку або по рації. Повністю відчепи зупиняються в 7 парку двома гальмівними башмаками, які ставлять приблизно за 10-12 умовних вагонів до сигналу. Контролюють зупинку відчепів складачі поїздів 19 поста, що працюють у вихідних горловинах сортувального парку.
У сортувальному парку № 7 є 16 колій, одна з яких є тупиковою (36), і 2 вихідні горловини: мале та велике крила. У малому знаходяться 6 колій (15, 16, 18, 21, 22, 23), у великому — 10 (24, 25, 26, 27, 28, 31, 32, 33, 35, 36). Як правило, з малого крила потяги формуються на Кільце, Лобню, Ховрино тощо На 26, 27 і 28 коліях формують збірні, вивізні, а також кутові потяги з перестановкою останніх в парк № 1. На № 31 колії накопичуються вагони призначенням Лосиноострівська, одні з яких виробляють для подачі на колії незагального користування, інші, які вже пройшли ПРР, знову переробляють для розподілу по призначеннях. Решта колій 3 пучка призначені для північних напрямків.